# Estadio Ahmadu Bello
El Estadio Ahmadu Bello es un estadio multideportivo ubicado en Kaduna, Nigeria.

## Historia
El estadio fue creado en 1965 por los arquitectos ingleses Jane Drew y Maxwell Fry como un complejo multideportivo, aunque su uso se ha limitado a partidos de fútbol desde 2016 como la sede principal del Kaduna United FC. Originalmente fue creado con capacidad para 30 000 espectadores pero luego del 2009 su capacidad fue reducida a 16 000.
El estadio fue la sede de nueve partidos de la Copa Mundial de Futbol Sub-20 de 1999, incluyendo un partido de las semifinales; y de siete partidos de la Copa Mundial de Fútbol Sub-17 de 2009 con Nigeria como el país organizador.

## Eventos Internacionales

### Mundial Sub-20 1999
| 4 de abril de 1999 | Ghana           | 1–1     | Croacia     | Estadio Ahmadu Bello, Kaduna                       |                                                    |
|                    | Ofori-Quaye 68' | Reporte | Deranja 22' | Asistencia: 16,000 espectadores Árbitro(s): Lu Jun | Asistencia: 16,000 espectadores Árbitro(s): Lu Jun |

| 4 de abril de 1999 | Argentina     | 1–0     | Kazajistán | Estadio Ahmadu Bello, Kaduna                                |                                                             |
|                    | Cambiasso 44' | Reporte |            | Asistencia: 16,000 espectadores Árbitro(s): Claus Bo Larsen | Asistencia: 16,000 espectadores Árbitro(s): Claus Bo Larsen |

| 7 de abril de 1999 | Ghana           | 1–0     | Argentina | Estadio Ahmadu Bello, Kaduna                               |                                                            |
|                    | Ofori-Quaye 76' | Reporte |           | Asistencia: 5,000 espectadores Árbitro(s): Claus Bo Larsen | Asistencia: 5,000 espectadores Árbitro(s): Claus Bo Larsen |

| 7 de abril de 1999 | Croacia                                                                | 5–1     | Kazajistán   | Estadio Ahmadu Bello, Kaduna                      |                                                   |
|                    | Deranja 7' · Miladin 11' · Sabolčki 34' · Banović 79' · Bjelanović 88' | Reporte | Urazayev 67' | Asistencia: 5,000 espectadores Árbitro(s): Lu Jun | Asistencia: 5,000 espectadores Árbitro(s): Lu Jun |

| 10 de abril de 1999 | Ghana                  | 3–0     | Kazajistán | Estadio Ahmadu Bello, Kaduna                               |                                                            |
|                     | Gyan 51' 69' · Adu 53' | Reporte |            | Asistencia: 2,000 espectadores Árbitro(s): Claus Bo Larsen | Asistencia: 2,000 espectadores Árbitro(s): Claus Bo Larsen |

| 10 de abril de 1999 | Croacia | 0–0     | Argentina | Estadio Ahmadu Bello, Kaduna                      |                                                   |
|                     |         | Reporte |           | Asistencia: 4,000 espectadores Árbitro(s): Lu Jun | Asistencia: 4,000 espectadores Árbitro(s): Lu Jun |

| 14 de abril de 1999 | Ghana                         | 2–0     | Costa Rica | Estadio Ahmadu Bello, Kaduna                                    |                                                                 |
|                     | Afriyie 18' · Ofori-Quaye 82' | Reporte |            | Asistencia: 1,000 espectadores Árbitro(s): Arturo Dauden Ibáñez | Asistencia: 1,000 espectadores Árbitro(s): Arturo Dauden Ibáñez |

| 18 de abril de 1999 | España                                                                            | 1–1 (t. s.)(8–7 p.)        | Ghana                                                                         | Estadio Ahmadu Bello, Kaduna                               |                                                            |
|                     | Barkero 54' (pen.)                                                                | Reporte                    | Ofori-Quaye 90'                                                               | Asistencia: 19,000 espectadores Árbitro(s): William Mattus | Asistencia: 19,000 espectadores Árbitro(s): William Mattus |
|                     |                                                                                   | Tiros desde el punto penal |                                                                               |                                                            |                                                            |
|                     | Xavi · Lombardero · Yeste · García · Jusué · Bermudo · Marchena · Orbaiz · Varela |                            | Ansah · Razak · Appiah · Amuzu · Mohammed · Gyan · Abdul · Ofori-Quaye · Blay |                                                            |                                                            |

| 21 de abril de 1999 | Malí      | 1–3     | España                   | Estadio Ahmadu Bello, Kaduna                      |                                                   |
|                     | Dissa 52' | Reporte | Varela 2' 26' · Xavi 90' | Asistencia: 6,000 espectadores Árbitro(s): Lu Jun | Asistencia: 6,000 espectadores Árbitro(s): Lu Jun |

### Mundial Sub-17 2009
| 26 de octubre de 2009 | Uruguay             | 1 – 3   | Corea del Sur                                           | Estadio Ahmadu Bello, Kaduna                               |                                                            |
|                       | Gallegos 60' (pen.) | Reporte | Nam Seung-woo 13' · Son Heung-min 62' · Lee Jong-ho 90' | Asistencia: 13,700 espectadores Árbitro(s): Wolfgang Stark | Asistencia: 13,700 espectadores Árbitro(s): Wolfgang Stark |

| 26 de octubre de 2009 | Argelia | 0 – 1   | Italia      | Estadio Ahmadu Bello, Kaduna                             |                                                          |
|                       |         | Reporte | Carraro 78' | Asistencia: 18,418 espectadores Árbitro(s): Jair Marrufo | Asistencia: 18,418 espectadores Árbitro(s): Jair Marrufo |

| 29 de octubre de 2009 | Italia                       | 2 – 1   | Corea del Sur         | Estadio Ahmadu Bello, Kaduna                           |                                                        |
|                       | Camporese 56' · Iemmello 61' | Reporte | Kim Jin-su 30' (pen.) | Asistencia: 11,400 espectadores Árbitro(s): Pablo Pozo | Asistencia: 11,400 espectadores Árbitro(s): Pablo Pozo |

| 29 de octubre de 2009 | Uruguay                 | 2 – 0   | Argelia | Estadio Ahmadu Bello, Kaduna                              |                                                           |
|                       | Luna 47' · Gallegos 70' | Reporte |         | Asistencia: 13,879 espectadores Árbitro(s): Viktor Kassai | Asistencia: 13,879 espectadores Árbitro(s): Viktor Kassai |

| 1 de noviembre de 2009 | Corea del Sur                       | 2 – 0   | Argelia | Estadio Ahmadu Bello, Kaduna                               |                                                            |
|                        | Lee Jong-ho 12' · Son Heung-min 22' | Reporte |         | Asistencia: 14,755 espectadores Árbitro(s): Michael Hester | Asistencia: 14,755 espectadores Árbitro(s): Michael Hester |

| 4 de noviembre de 2009 | Italia                     | 2 – 1   | Estados Unidos | Estadio Ahmadu Bello, Kaduna                                |                                                             |
|                        | Beretta 29' · Iemmello 56' | Reporte | Palodichuk 51' | Asistencia: 11,301 espectadores Árbitro(s): Carlos Amarilla | Asistencia: 11,301 espectadores Árbitro(s): Carlos Amarilla |

| 9 de noviembre de 2009 | España                                         | 3 – 3 (t. s.)(4 – 2 p.)    | Uruguay                                  | Estadio Ahmadu Bello, Kaduna                              |                                                           |
|                        | Isco 17' (pen.) · Borja 49' 50'                | Reporte                    | Luna 10' · Mezquida 71' · Gallegos 84'   | Asistencia: 10,281 espectadores Árbitro(s): Carlos Batres | Asistencia: 10,281 espectadores Árbitro(s): Carlos Batres |
|                        |                                                | Tiros desde el punto penal |                                          |                                                           |                                                           |
|                        | S. Gómez · Borja · Aurtenetxe · Sarabia · Isco |                            | Gallegos · Barreto · Laureiro · Mezquida |                                                           |                                                           |